# 新西爾卡 (波季伊夫卡市鎮)
50°39′38″N 28°57′22″E / 50.66056°N 28.95611°E
诺沃西爾卡（烏克蘭語：Новосілка）是位於烏克蘭北部的村莊，由日托米爾州日托米爾區的波蒂伊夫卡市镇負責管轄。該村面積0.31平方公里，海拔高度180米，2001年人口104，人口密度每平方公里340.98人。